# La doncella sin manos

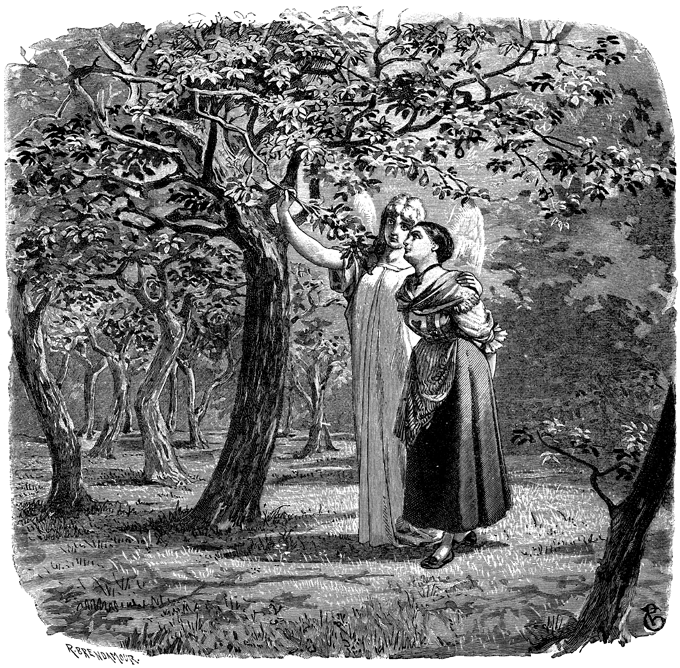
Ilustración del siglo por Philipp Grot Johann

«La doncella sin manos» (en alemán: Das Mädchen ohne Hände) es un cuento de hadas recogido por los hermanos Grimm como la historia número 31.  Es un cuento tipo 706 en el sistema Aarne-Thompson-Uther.

## Sinopsis
Un día, un molinero recibe la oferta de mucha riqueza por parte del diablo a cambio de que le entregue todo lo que se encuentra detrás de su molino. Creyendo que se trata solo de su manzano, el molinero accede, pero el diablo se refería en realidad a su hija que se encontraba allí. Después de tres años, el diablo regresa, pero la niña se ha mantenido libre de pecado y con sus manos limpias, lo que provoca que no pueda llevársela. Este amenaza al padre con llevárselo a él si no acepta cortarle las manos a la niña; ella se lo permite, pero llora sobre sus muñones y los deja tan limpios que el diablo no puede llevársela y desiste de ella.
A pesar de la riqueza de su padre, la chica decide aventurarse en el mundo. En un momento ve un jardín real y desea comer unas peras  que hay allí, y recibe la ayuda de un ángel. Al faltar las peras al día siguiente, el jardinero explica cómo fue que ella apareció. El rey la aguarda al día siguiente y cuando aparece, se casa con ella y le regala unas manos de plata. Más tarde la chica da luz a un hijo y le envía la noticia a su esposo, que se ha marchado a pelear en la guerra. El mensajero hace una parada en el camino y el diablo cambia la carta para darle a entender al rey que su esposa ha dado luz a un monstruo. El rey responde que deben cuidar al niño de todas formas, pero el diablo se hace con esa carta también y la cambia por una que dice que deben matar a la reina y a su hijo y guardar los ojos y la lengua de ella como prueba.
El criado del rey se desespera y para ayudar a la reina y su hijo, decide matar una cierva para usar sus ojos y lengua, y los echa del castillo para que vayan a esconderse. La reina se va a un bosque, donde un ángel le brinda un refugio en el que puede cuidar a su hijo.
El rey regresa al castillo, descubre que las cartas fueron falsificadas y sale en búsqueda de su esposa y su hijo. Después de siete años,  encuentra el refugio y se acuesta a dormir con un pañuelo cubriéndole el rostro. Su esposa aparece y el pañuelo cae de su cara, y esta le ordena a su hijo que lo vuelva a poner. El niño se enfada porque le había dicho que Dios es el único padre del hombre. El rey se levanta y le pregunta quiénes son y ella le responde. Él dice que su esposa tenía manos de plata pero que las de ella son naturales. Ella le responde que Dios se las ha devuelto. Recoge las manos de plata que se le cayeron y se las muestra al rey. El rey se regocija de haber encontrado a su esposa y ambos regresan a su reino, donde viven felices para siempre.

## Variantes
Los Hermanos Grimm alteraron la historia que habían recogido e incorporaron un motivo de otros cuentos: el de un hijo prometido sin querer (encontrado también en «Nix Nought Nothing», «La ondina del estanque», «El príncipe agradecido», y «El rey Kojata»), que no se encontraba en la versión original. De hecho, un estudio de cuentos folclóricos alemanes encontró que de dieciséis variantes recogidas después de la publicación de Cuentos de la infancia y del hogar, solamente una siguió el mismo comienzo que el de los Grimm.
En versiones más crudas del relato encontradas alrededor del mundo, el desmembramiento de la doncella ocurre cuando se niega a los avances sexuales de su padre o su hermano, como la versión xhosa del cuento, «Un padre corta los brazos de su hija».  En «Penta, la de las manos cortadas» de Giambattista Basile, la heroína se corta sus propias manos para repeler los avances de su hermano.  Otras variantes de este cuento incluyen «La niña con una mano», «La niña sin manos» de Aleksandr Afanásiev, y «Biancabella y la serpiente» de Gianfrancesco Straparola.
Esta no es la forma más común de cuento de hadas con un padre que intenta casarse con su hija. Se encuentra con mayor frecuencia en relatos como «Bestia peluda», «The King Who Wished to Marry His Daughter», y otros cuentos del tipo 510B en el sistema Aarne-Thompson. Sin embargo, este motivo es tomado en romances de materia caballeresca exclusivamente en cuentos como «La doncella sin manos»; ningún romance incluye el final como Cenicienta con tres bailes, que es la conclusión característica de la heroína perseguida. La versión más antigua de este tipo aparece en «Vitae Duorum Offarum», específicamente en el rey Offa, quien parece ser un personaje histórico, pero los detalles de su reino son imprecisos.  Otros romances que usan la trama de este cuento de hadas incluyen «Emaré», «Mai y Beaflor», y «La Belle Helene de Constantinople».
Se han hecho varios intentos para explicar por qué las manos son el objeto de la ira de su padre, o a veces su hermano, al ser detenidos en sus avances, pero el motivo, aunque extendido, nunca ha sido aclarado y las razones dadas varían mucho. En «Penta, la de las manos cortadas» Basile se esfuerza por darle un motivo a las acciones de su heroína: su hermano, al hablar de su belleza, se preocupa en particular por el atractivo de sus manos. En la novela de caballería «La Manekine», la princesa lo hace porque, por ley, el rey no puede casarse con una mujer a la que falte una parte de su cuerpo.
La madre acusada falsamente de dar a luz un hijo extraño es común entre relatos de este tipo y del tipo 707 de Aarne-Thompson, donde la mujer se ha casado con el rey porque le daría niños maravillosos, como en «El pájaro de la verdad», «La princesa Belle-Etoile», «Lanzarote, rey de Provins», «Las hermanas malvadas», y «Los tres pajarillos».  Un tema relacionado aparece en el tipo 710, donde los hijos de la heroína le son robados al nacer, lo que lleva a la calumnia de que ella los ha matado, como en «La hija de la virgen María» o «La muchacha y su madrina».
En la segunda parte del cuento, los hermanos Grimm también se apartaron de los temas de folclore más comunes. Usualmente la chica es la víctima  de su suegra, como en «Los doce gansos salvajes», «Los seis cisnes», «La bella durmiente» de Perrault y «Los doce hermanos». Este motivo, donde el villano surge de un resentimiento pasado, también aparece en el cuento literario francés «Piel de oso».

## Adaptaciones

### Literatura
- Muchos poetas y escritores de ficción contemporánea se han inspirado en este cuento de hadas. Los ejemplos incluyen la novela The Handless Maiden de Loranne Brown, el cuento «The Armless Maiden» de Midori Snyder, y poemas de Margaret Atwood («Girl Without Hands»), Elline Lipkin («Conversations With My Father»), Vicki Fever («The Handless Maiden»), Nan Fry («Pear»), Rigoberto González («The Girl With No Hands»). No Rest for the Wicked de Andrea L. Peterson tiene un personaje llamado Clare, que es la chica de esta historia.
- Anne Sexton escribió una adaptación como poema llamado «The Maiden Without Hands» en su obra Transformations (1971), una recopilación donde reimagina dieciséis cuentos de los hermanos Grimm.[15]
- Stephanie Oakes escribió una versión moderna del cuento llamada «The Sacred Lies of Minnow Bly», un libro para jóvenes adultos que trata de una chica de diecisiete años sin manos que vive en prisión.

### Videojuegos
- «La doncella sin manos» fue adaptada para un episodio del videojuego American McGee's Grimm, donde al final la chica toma venganza de su padre usando el ejército de su esposo.

### Teatro
- En 2011, la historia sirvió de base para una producción teatral de Kneehigh Theatre llamada The Wild Bride.

### Cine
- La doncella sin manos es una adaptación cinematográfica animada, dirigida por Sébastien Laudenbach en 2016.